# NGC 5585
إن جي سي 5585 في علم الفلك (بالإنجليزية: NGC 5585) هي مجرة حلزونية تبعد عن الأرض ما بين 19 مليون - 28 مليون سنة ضوئية وترى في اتجاه كوكبة الدب الأكبر وهي أحد أعضاء مجموعة مجرات م101.
يبلغ قطر المجرة إن جي سي 5585 نحو 35.000 سنة ضوئية ولها قرص سديمي يبدو كما لوكان من دون حوصلة مركزية. ومع أن تلك المجرة تبدو معقدة، فلها ذراع مجري حلزوني واحد خفيف الضياء، وقد أقترح لها التصنيف تصنيف المجرات SAB(s)d.